# 羅旭瑞
羅旭瑞（英語：Lo Yuk Sui，1944年9月9日—），籍貫广东普宁，香港人，先後就讀於聖若瑟書院及香港大學建築系學士學位，香港上市公司富豪酒店國際控股、世紀城市國際及百利保控股之大股東、主席及行政總裁。亦曾經為富利國際控股有限公司（盛明國際（控股）有限公司前身）、國泰城市國際控股有限公司（北方礦業股份有限公司前身）擔任董事會主席等多項職務。
於1984年因為敵意收購富豪及百利保而聞名。羅旭瑞是羅鷹石家族的成員，已婚，育有一子一女，長子羅俊圖和次女羅寶文均為富豪酒店執行董事。